# XXIV Liceum Ogólnokształcące im. Marii Skłodowskiej-Curie w Łodzi
XXIV Liceum Ogólnokształcące im. Marii Skłodowskiej-Curie w Łodzi – łódzkie liceum założone w 1953 r. Budynek szkoły mieści się przy ul. Marysińskiej 61/67.

## Historia szkoły
Początki XXIV Liceum Ogólnokształcącego w Łodzi sięgają roku 1953, w którym zostało utworzone 8 Towarzystwo Przyjaciół Dzieci. Szkoła ta od 1 września 1953 nosiła nazwę – XIV Szkoła Towarzystwa Przyjaciół Dzieci i mieściła się przy ulicy Bojowników Getta 3/5. Była to jednostka oświatowa stopnia podstawowego i licealnego. Jej pierwszym dyrektorem była Leokadia Amanowicz. W roku 1957 szkoła uległa podziałowi i wykształciły się z niej Szkoła Podstawowa nr 45 oraz XXIV Liceum Ogólnokształcące, którego siedzibą miały być pomieszczenia budynku przy ulicy Nowotki (obecnie Pomorskiej) 16. 15 marca 1959 patronem szkoły została Maria Skłodowska-Curie, liceum otrzymało również sztandar. Od roku 1961 stało się jednostką w pełni samodzielną i przeniosło się do budynku przy ulicy Marysińskiej 61/67, w którym mieści się do dziś. 14 listopada 1967 w hallu szkoły miało miejsce odsłonięcie popiersia jej patronki.

## Współpraca z zagranicą
Szkoła od początku istnienia jest otwarta na kontakty z innymi krajami. Była odwiedzana przez reprezentanta ambasady radzieckiej oraz grupy nauczycieli z NRD, Japonii i Stanów Zjednoczonych. W latach 1990–1992 miała miejsce wymiana młodzieży i kadry nauczycielskiej z jedną z rzymskich szkół średnich, zaś od 1995 do dziś trwa podobna współpraca ze szkołą z Hamburga.

## Dyrektorzy szkoły
Dyrektorzy XXIV Liceum Ogólnokształcącego w Łodzi
- Leokadia Amanowicz (1953–1966)
- Maria Siniarska (1966–1982)
- Maria Klażyńska (1982–1991)
- Krystyna Kamiańska (1991–2001)
- Jolanta Kalisiak (2001–2023)
- Elżbieta Zięba (2023-)

Zastępcy dyrektorów
- Genowefa Adamczewska (1958–1962)
- Stanisław Zawadowski (1962–1966)
- Maria Klażyńska (1966–1982)
- Krystyna Kamiańska (1982–1991)
- Bożena Wardzyńska (1991–1999)
- Jolanta Kalisiak (1999–2001)
- Teresa Wieczorek (2001–2003)
- Elżbieta Zięba (2003–2023)
- Paulina Gawrysiak-Kołos (2023-)

Źródło.

## Absolwenci szkoły
XXIV LO w Łodzi ukończyli między innymi:
- Tomasz Bąk[5] (w roku 1985)[6]
- Manuela Gretkowska (w roku 1983)[7]
- Jerzy Hardie-Douglas (w roku 1968)[8][9]
- Paweł Jóźwiak-Rodan (w roku 2001)[10]
- Jerzy Matałowski (w roku 1966)[11]
- Marek Siudym (w roku 1966)[12]
- Bożena Ziemniewicz[13]
- Justyna Zbiróg (w roku 1982)[14][15]

## Hymn i logo szkoły
Hymn szkoły powstał w roku 1975. Autorem tekstu jest Paweł Gryglewski, zaś aranżacji muzycznej – Andrzej Wierzbowski.
Głównym elementem logo szkoły jest uproszczony model atomu, składający się z jednolitego jądra koloru zielonego i trzech okrążających go elektronów w kolorach czerwonym, żółtym i zielonym. Na tle atomu znajdują się napisy: umieszczone centralnie nazwisko patronki, w kolorze czerwonym, oraz mniejszymi literami, niewykraczające poza obręb jądra atomu – „LO XXIV” (ponad nazwiskiem patronki) oraz „ŁÓDŹ” (poniżej niego), w kolorze żółtym.